# Hajo Dietz
Hajo Dietz (* 1958 in Nürnberg) ist ein deutscher Luftbildfotograf.

## Biografie
Hajo Dietz legte nach der Waldorfschule in seiner Heimatstadt Nürnberg die Fachhochschulreife der Fachrichtung Gestaltung ab. Dort erwarb er sich auch das Wissen um die fotografisch-technischen Grundlagen. Während verschiedener beruflicher Tätigkeiten verlor Hajo Dietz nie die Nähe zur Fotografie und nutzte sie mehr und mehr als ganz eigene, emotionale Ausdrucksform.
Obwohl er von Kindheit an von der Fliegerei begeistert ist, erwarb er niemals eine Pilotenlizenz.
Seit 2004 ist Hajo Dietz mit seinem Unternehmen Nürnberg Luftbild als selbständiger Luftbildfotograf in ganz Deutschland tätig und beliefert Stadtplanungs- und Bauämter, Unternehmen, Werbeagenturen sowie Presse- und Buchverlage mit Luftaufnahmen.
Er arbeitet mit zwei Nikon Z7 mit verschiedenen Objektiven und benutzt als Fluggeräte u. a. Helikopter des Typs Hughes 300C und Robinson R44 sowie verschiedene Flächenflugzeuge (so genannte Schulterdecker). Für Film- und Fotoaufnahmen verwendet er auch mehrere Drohnen des Herstellers DJI.

## Einzelveröffentlichungen

### Bücher
- Regensburg im Fokus, 2. Auflage 2010, Herausgeber: Stadt Regensburg, Verlag Friedrich Pustet, Regensburg, ISBN 978-3-7917-2345-7
- Nürnberg von Oben, 1. Auflage 2010, Herausgeber: Dr. Michael Diefenbacher und Hajo Dietz, Emons Verlag, Köln, ISBN 978-3-89705-787-6
- Luftbildpanorama Rothenburg o. d. T., Verlag Nürnberg Luftbild 2009, ISBN 978-3-942338-00-4
- Luftbildpanorama Nürnberg, Verlag Nürnberg Luftbild 2009, ISBN 978-3-942338-00-4
- Oberpfalz von oben, Mittelbayerischer Verlag 2016, ISBN 978-3-942389-31-0
- Mit Texten von Elmar Arnhold: Sichtachsen in Deutschland, Städte Parks Gärten, Schnell & Steiner Verlag, Regensburg 2021, ISBN 978-379543668-1

### Kalender
- Nürnberg 2011, Verlag Nürnberg Luftbild 2010, ISBN 978-3-942338-02-8
- Nürnberg Senkrecht 2011, Verlag Nürnberg Luftbild 2010, ISBN 978-3-942338-03-5
- Nürnberg 2012, Verlag Nürnberg Luftbild 2011, ISBN 978-3-942338-04-2
- Nürnberg Senkrecht 2012, Verlag Nürnberg Luftbild 2011, ISBN 978-3-942338-05-9
- Fürth 2012, Verlag Nürnberg Luftbild 2011, ISBN 978-3-942338-06-6
- Fürth Senkrecht 2012, Verlag Nürnberg Luftbild 2011, ISBN 978-3-942338-07-3
- Franken 2012, Emons-Verlag Köln 2011, ISBN 978-3-89705-844-6
- Bayerische Schlösser, Burgen und Seen 2012, Emons-Verlag Köln 2011, ISBN 978-3-89705-907-8
- Nürnberg 2013, Verlag Nürnberg Luftbild 2012, ISBN 978-3-942338-08-0
- Nürnberg Senkrecht 2013, Verlag Nürnberg Luftbild 2012, ISBN 978-3-942338-09-7